# Habrocestum albopunctatum
Habrocestum albopunctatum är en spindelart som beskrevs av Wesolowska, van Harten 2002. Habrocestum albopunctatum ingår i släktet Habrocestum och familjen hoppspindlar. Inga underarter finns listade i Catalogue of Life.